# Digital Addressable Lighting Interface
Digital Addressable Lighting Interface (DALI) ist in der Gebäudeautomatisierung ein Protokoll zur Steuerung von lichttechnischen Betriebsgeräten, wie z. B. Schaltnetzteilen („elektronischer Transformator“), elektronischen Vorschaltgeräten (EVG) oder elektronischen Leistungsdimmern.

## Allgemeines

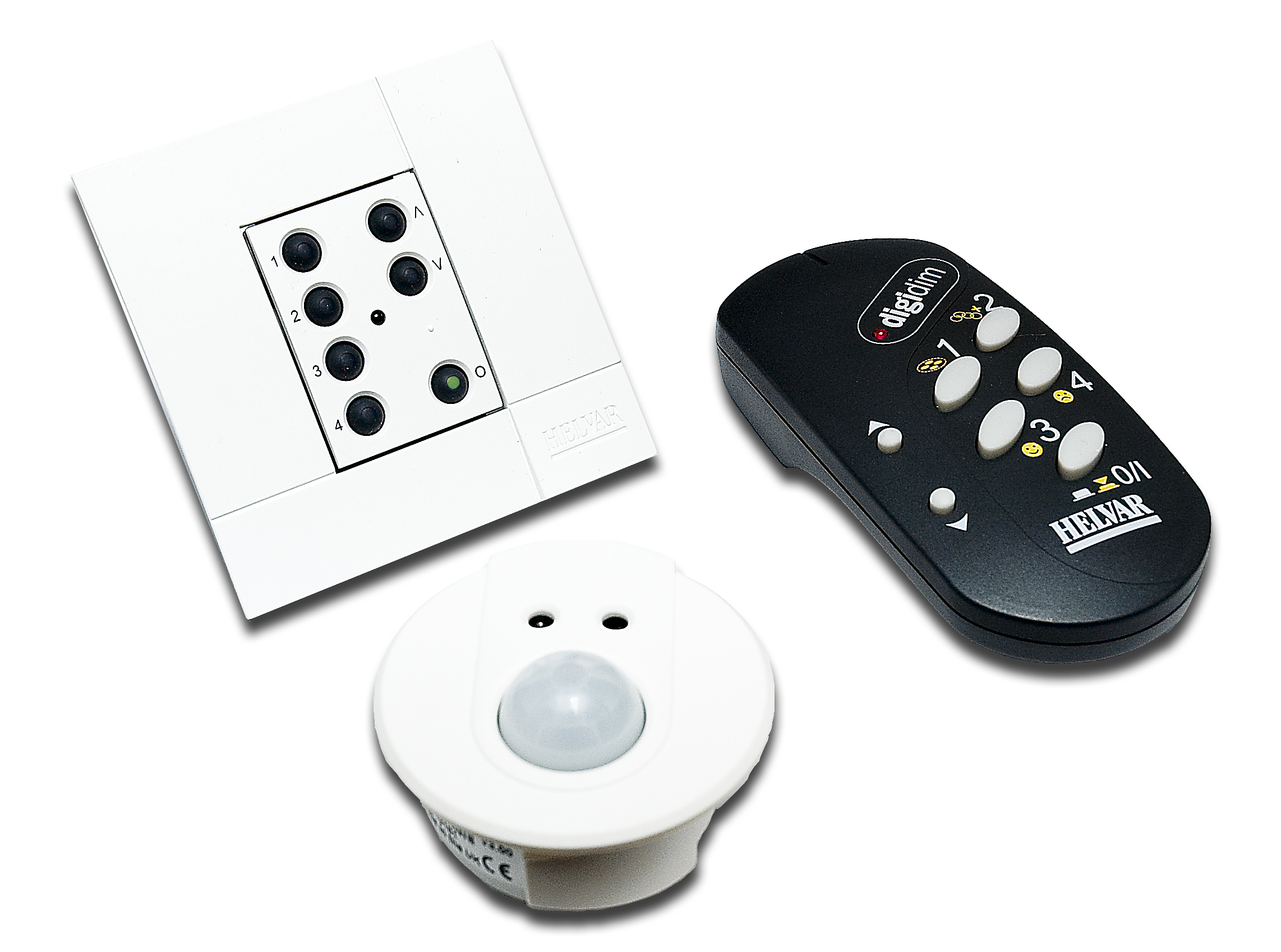
DALI-Komponenten

Jedes Betriebsgerät, das über eine DALI-Schnittstelle verfügt, kann über DALI-Kurzadressen einzeln angesteuert und in der Intensität verändert werden. Durch einen bidirektionalen Datenaustausch kann ein DALI-Steuergerät bzw. ein DALI-Gateway den Status von Leuchtmitteln bzw. von Betriebsgeräten einer Leuchte abfragen bzw. deren Zustand setzen. Jedem Betriebsgerät an einem DALI-Strang können bis zu 16 Gruppen zugeordnet werden, um eine synchrone Ansteuerung der Betriebsgeräte zu ermöglichen. Darüber hinaus können bis zu 16 Stimmungen (= vordefinierte Intensitätsstellwerte) pro Betriebsgerät gespeichert und bei Bedarf aufgerufen werden.
DALI kann als „Inselsystem“ mit maximal 64 Betriebsgeräten oder als Subsystem über DALI-Gateways in modernen Gebäudeautomationssystemen betrieben werden. Im Prinzip hat sich DALI als Nachfolger für den noch immer marktbeherrschenden 1–10 V-Standard (EVGs mit analoger 1 bis 10 V-Schnittstelle; siehe Anhang E [Ansteuer-Schnittstelle für steuerbare Betriebsgeräte] der DIN EN 60929 (VDE 0712-23): Wechsel- und/oder gleichstromversorgte elektronische Betriebsgeräte für röhrenförmige Leuchtstofflampen – Anforderungen an die Arbeitsweise) etabliert. DALI gilt außerdem als Nachfolger des Digital Serial Interface (DSI). Die Hauptunterschiede bestehen zum einen darin, dass jedes DALI-Betriebsgerät individuell unterschiedliche Intensitätsstellwerte besitzen kann, während bei 1–10 V bzw. DSI alle Betriebsgeräte stets denselben Intensitätsstellwert aufweisen. Zum anderen ist bei 1–10 V bzw. DSI lediglich ein unidirektionaler Informationsfluss (von der Steuerung zum Betriebsgerät) möglich.
DALI verwendet ein serielles, asynchrones Datenprotokoll mit einer Übertragungsrate von 1200 Bit/s und einer Spannung von 16 V. Die Steuerleitung ist galvanisch getrennt und polaritätsfrei (verpolungssicher).
Im Standard ist keine Festlegung für zu verwendende Stecker, Klemmen und Leitungen getroffen worden. Die Leitungen können in fast beliebigen Topologien, also Stern-, Linien- oder Baumstrukturen verlegt werden. Eine ringförmige Verbindung von Komponenten muss jedoch vermieden werden. Die Leitungslänge zwischen zwei Systemteilnehmern ist (abhängig vom Leitungsquerschnitt) auf maximal 300 Meter begrenzt. Es sind keine Abschlusswiderstände am Ende einer Leitung notwendig.
DALI bietet die Möglichkeit, einen bestimmten „Systemfehlerwert“ (sog. System Failure Level) einzunehmen, für den Fall, dass die Ruhespannung von 16 V ausfällt und eine Kommunikation zu den Betriebsgeräten nicht mehr möglich ist.

## Normung
Das IEC-Unterkomitee SC 34C bearbeitet die Normenreihe IEC 62386 „Digital adressierbare Schnittstelle für die Beleuchtung“.
| IEC 62386-1xx         | Teile 1xx: Allgemeine Anforderungen                                             |
| --------------------- | ------------------------------------------------------------------------------- |
| IEC 62386-101:2009-06 | Teil 101: System                                                                |
| IEC 62386-102:2009-06 | Teil 102: Betriebsgeräte                                                        |
| IEC 62386-103:2016-10 | Teil 103: Eingabegeräte                                                         |
| IEC 62386-2xx         | Teile 2xx: Besondere Anforderungen an Betriebsgeräte                            |
| IEC 62386-201:2009-06 | Teil 201: Leuchtstofflampen (Gerätetyp 0)                                       |
| IEC 62386-202:2009-06 | Teil 202: Notbeleuchtung mit Einzelbatterie (Gerätetyp 1)                       |
| IEC 62386-203:2009-06 | Teil 203: Entladungslampen (ausgenommen Leuchtstofflampen) (Gerätetyp 2)        |
| IEC 62386-204:2009-06 | Teil 204: Niedervolt-Halogenlampen (Gerätetyp 3)                                |
| IEC 62386-205:2009-06 | Teil 205: Versorgungsspannungsregler für Glühlampen (Gerätetyp 4)               |
| IEC 62386-206:2009-06 | Teil 206: Umwandlung des digitalen Signals in eine Gleichspannung (Gerätetyp 5) |
| IEC 62386-207:2009-06 | Teil 207: Besondere Anforderungen an Betriebsgeräte – LED-Module (Gerätetyp 6)  |
| IEC 62386-208:2009-06 | Teil 208: Schaltfunktion (Gerätetyp 7)                                          |
| IEC 62386-209:2011-06 | Teil 209: Farb-/Farbtemperatursteuerung (Gerätetyp 8)                           |
| IEC 62386-210:2011-04 | Teil 210: Sequenzer (Gerätetyp 9)                                               |

Zusätzlich wird das DALI bei der National Electrical Manufacturers Association normiert.

## Eigenschaften
Randbedingungen die sich direkt aus der IEC 62386 ableiten:
- Es sind maximal 64 Aktoren oder/und maximal 16 Gruppen pro DALI-Bus erlaubt.
- Die maximale Stromaufnahme eines DALI-Kreises beträgt 250 mA.
- Die Stromaufnahme pro DALI-Aktor (eine DALI-Last) beträgt maximal 2 mA.
- Der maximale Spannungsabfall zwischen Sender und Aktor darf 2 V nicht überschreiten.

Weitere Randbedingungen ergeben sich indirekt aus der Norm:
- Die Leitungslänge beträgt (bei Verwendung von 1,5 mm²-Leitern) 300 m.

Bei Ausnutzung der maximalen Leitungslänge ist es nicht ratsam, DALI in Kombination mit der Netzleitung zu verlegen.
- Nicht alle Verlegearten des Busses sind erlaubt, Ringform ist gänzlich zu vermeiden.

Die Energieversorgung der DALI-Komponenten erfolgt in der Regel über eine gesonderte Netzversorgung.
Die Isolation der digitalen Schnittstelle entspricht den Anforderungen einer Basisisolierung; die Prüfung erfolgt gemäß Norm IEC 60928. Somit ist SELV (Safety Extra Low Voltage) nicht gewährleistet. Eine Verlegung von Verbindungsleitungen der digitalen Schnittstelle mit den Netzversorgungsleitungen (z. B. 230 V) kann bei Einhaltung der Isolationsbedingungen (zweifache Isolierung) durchgeführt werden. Oft werden daher die beiden „freien“ Leitungen einer 5x1,5 mm²-NYM-Leitung für die Steuerleitungen (zusammen mit den restlichen Adern für Außenleiter, Neutral- und Schutzleiter) verwendet.

## Parametrierung der Aktoren
Die Aktoren (in der Regel Betriebsgeräte der Leuchten) lassen sich Parametrieren. Einstellbar sind folgende Parameter:
- Kleinster Dimmwert (min. level)
- Höchster Dimmwert (max. level)
- Dimmwert beim Einschalten der Stromversorgung (switch-on level)
- Dimmwert bei Systemfehler (system failure level)
- Dimmrate oder Stufengeschwindigkeit (fade rate)
- Dimmzeit (fade time)
- DALI-Adresse
- Gruppenzuordnung
- Szenenwerte

### Dimmrate und Dimmzeit
Diese Parameter erlauben ein sanftes Wechseln der Lichtleistung von einem Dimmwert zum anderen. Die Einstellung erfolgt jeweils über ein Byte. Jedem Bytewert ist eine definierte Dimmrate und Dimmzeit zugeordnet. Nachfolgende Tabelle fasst die Einstellwerte zusammen
| Bytewert (dezimal) | Bytewert (hexadezimal) | Dimmzeit in s | Dimmrate in Stufen/s |
| ------------------ | ---------------------- | ------------- | -------------------- |
| 0                  | 0                      | < 0,707       | nicht verwendet      |
| 1                  | 1                      | 0,707         | 357,796              |
| 2                  | 2                      | 1,000         | 253,000              |
| 3                  | 3                      | 1,414         | 178,898              |
| 4                  | 4                      | 2,000         | 126,500              |
| 5                  | 5                      | 2,828         | 89,449               |
| 6                  | 6                      | 4,000         | 63,250               |
| 7                  | 7                      | 5,657         | 44,725               |
| 8                  | 8                      | 8,000         | 31,625               |
| 9                  | 9                      | 11,314        | 22,362               |
| 10                 | A                      | 16,000        | 15,813               |
| 11                 | B                      | 22,627        | 11,181               |
| 12                 | C                      | 32,000        | 7,906                |
| 13                 | D                      | 45,255        | 5,591                |
| 14                 | E                      | 64,000        | 3,953                |
| 15                 | F                      | 90,510        | 2,795                |